# Сергеј Трубецкoj
Сергеј Петрович Трубецкој (рус. Серге́й Петро́вич Трубецко́й; Нижњи Новгород, 29. август 1790 — 22. новембар 1860) био је руски војсковођа и један од вођа устанка декабриста (1825).

## Биографија
Рођен је 1790. године у Нижњем Новгороду у племићкој породици Трубецкоj. Његов отац био је Петар Сергејевич Трубецкoj (1760—1817), а мајка Дарија (умрла 1796), ћерка грузијског принца Александра Бакаровича од Картлија. Трубецкoj је добио кућно образовање, а од 1806. године похађа предавања на Московском универзитету. Од 1808. године ушао је у Семјоновски пук. Као војник учествује у свим значајнијим биткама Наполеонове инвазије на Русију и рата Шесте коалиције, укључујући и битке код Бородина, Малојарославеца, Лицена, Бауцена, Кулма. У бици код Лајпцига тешко је рањен. После рата је наставио војну службу и 1821. године унапређен је у пуковника. Након завршетка Наполеонових ратова, Трубецкoj је ступио у масонску ложу. Један је од оснивача „Савеза спаса” (1816) и „Савеза благостања” (1819), претеча Северног и Јужног друштва. Ова два савеза повезана су са масонеријом. Године 1819. Трубецкoj је отишао у иностранство на лечење. Када се вратио у Русију (1821), Савез спаса и Савез благостања више нису постојали. Трубецкoj је био један од оснивача и лидера Северног друштва. Залагао се за уставну монархију, али су други декабристи желели да изврше државни удар и успоставе републику (нпр. Рилев и Пестел). Изабран је за вођу (диктатора) устанка декабриста, али се није појавио на Сенатском тргу, очигледно очекујући да ће побуна пропасти. Ухапшен је следећег дана у стану грофа Лудвига Лебзелтерна, свог шурака и министра Аустријског царства у Петрограду. Протеран је у каторгу у Нерчинск где је радио у рудницима угља. Његова жена, Катарина Лавел, заједно са њим је отишла у егзил. Жена му је умрла 1854. године. Године 1856. помилован је заједно са осталим декабристима. Његова деца добијају своје титуле, али се Трубецкoj не враћа у Русију. Написао је мемоаре који су први пут објављеи 1863. године од стране Александра Херцена у Лондону.